# نورواک (اوهایو)
نورواک(به انگلیسی: Norwalk) شهری در ایالت اوهایو کشور ایالات متحده آمریکا است که جمعیت آن در سرشماری سال ۲۰۱۰ میلادی، ۱۷٬۰۱۲ نفر بوده‌است.